# Proterogyrinus
Proterogyrinus è un genere estinto di tetrapodi, appartenente agli embolomeri. Visse alla fine del Carbonifero inferiore (circa 331 - 323 milioni di anni fa) e i suoi resti sono stati ritrovati in Nordamerica e in Europa.

## Descrizione
Vagamente simile all'attuale salamandra del Giappone (Megalobatrachus japonicus), questo animale poteva raggiungere i due metri di lunghezza. Il corpo era piuttosto corto (erano presenti 32 vertebre presacrali), mentre la coda era lunga, forte e appiattita lateralmente. Le zampe erano ben sviluppate, adatte a una locomozione terrestre. Il cranio era piuttosto grosso e dotato di una dentatura notevole. Come nei pesci osteolepiformi, nella zona fra la scatola cranica e l'area delle guance le ossa erano debolmente saldate fra loro; questo permetteva una maggiore mobilità del cranio quando l'animale spalancava le fauci. Infine, il cranio era dotato di una incisura otica, che poteva indicare la presenza di un timpano.

## Classificazione

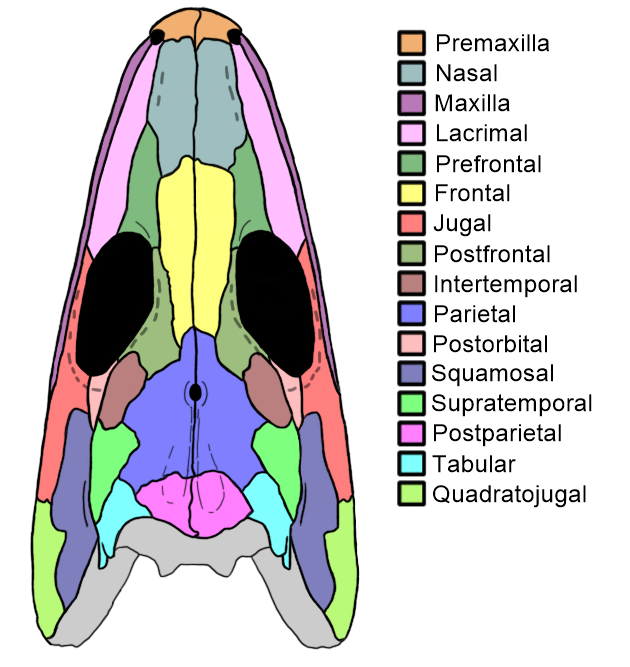
Ricostruzione del cranio di Proterogyrinus scheelei

Nonostante l'aspetto “anfibio”, il proterogirino è considerato un rappresentante primitivo dei rettiliomorfi, un gruppo di tetrapodi primitivi dai quali si originarono i rettili, e costituisce un passo evolutivo successivo rispetto a Tulerpeton del Devoniano. In particolare, le caratteristiche delle vertebre e del cranio hanno indotto gli studiosi a considerare il proterogirino un membro degli embolomeri, creature semiacquatiche che in seguito si estingueranno senza lasciare discendenti. Sono note due specie di proterogirino: Proterogyrinus pancheni, i cui resti sono stati ritrovati in Scozia, e P. scheelei, proveniente dalla Virginia Occidentale (USA).

## Stile di vita
Questo animale doveva comportarsi in un modo molto simile a quello degli odierni coccodrilli: la maggior parte del tempo viveva a stretto contatto con l'acqua, nella quale si muoveva velocemente per cacciare i pesci grazie ai colpi laterali della potente coda. Le forti zampe, però, indicano che questo animale era in grado di spostarsi sulla terraferma: probabilmente il suo ambiente erano i bacini lacustri e le grandi foreste carbonifere. Nel giacimento di Greer (West Virginia) sono stati rinvenuti i resti di un altro tetrapode primitivo, Greererpeton, che viveva nello stesso ambiente di Proterogyrinus. Questo animale, però, era maggiormente legato all'ambiente acquatico.